# Paul Bourrillon
Paul Bourrillon (ur. 13 maja 1877 w Marmande – zm. 14 kwietnia 1944 tamże) – francuski kolarz torowy, złoty medalista mistrzostw świata.

## Kariera
Największy sukces w karierze Paul Bourrillon osiągnął w 1895 roku, kiedy zdobył srebrny medal w sprincie indywidualnym zawodowców podczas torowych mistrzostw Francji. Na rozgrywanych rok później mistrzostwach świata w Kopenhadze zdobył złoty medal w tej samej konkurencji, wyprzedzając bezpośrednio Brytyjczyka Charlesa Bardena oraz swego rodaka Edmonda Jacquelina. Był to jednak jedyny medal wywalczony przez Bourrillona na międzynarodowej imprezie tej rangi. Zdobył ponadto jeszcze dwa medale mistrzostw Francji, w tym złoty w swej koronnej konkurencji w 1899 roku. Trzykrotnie stawał na podium Grand Prix Paryża, przy tym zwyciężając w 1898 roku, a rok później był najlepszy w Grand Prix Kopenhagi. Nigdy nie wystąpił na igrzyskach olimpijskich.